# 孟彥深
孟彥深（?—?），字士源。平昌（今山东商河西北）人，唐朝政治人物。
生卒年不詳。天寶二年（743年）進士及第，任武昌縣令。曾與元結同隱於退谷（今湖北鄂州），元結作《退谷銘》曰：“干進之客，不能游之。”又作《杯湖铭》曰：“为人厌者，勿泛杯湖。孟士源尝黜官，无情干进，在武昌，不为人厭。”广德元年（763年），離任。餘事不詳。